# 김종서 (교육학자)
김종서 (金宗西, 1924년 ~ 2014년)는 대한민국의 교육학자이다. 황해도 장연 출생.
1949년 서울대학교 사범대학 교육학과를 졸업하고 1961년 미국 조지피바디의대 대학원에서 교육학 석사학위를 취득, 1975년 서울대에서 문학박사학위를 받았다. 
1964년부터 1967년까지 이화여자대학교에서 부교수를 지냈으며, 1967년부터 서울대 사범대 교수로 재직했다.

## 대표저서
- <교수형태 분석법 (敎授形態 分析法)>
- <잠재적 교육과정 (潛在的 敎育課程)>
- <교수이론 (敎授理論)>
- <교육학개론 (敎育學槪論)>
- <과정의 분석 (過程의 分析)>
- <교육과정과 수업(敎育課程과 授業)>
- <지역사회학교의 실제(地域社會學校의 實際)>
- <현대 교육론 (現代 敎育論)>
- <교육과정과 교육평가 (敎育過程과 敎育評價)>
- <학교와 지역사회(學校와 地域社會)>